# Collectif d'information et de recherche cannabique
 (mai 2025).
Motif : aucune source permettant de vérifier la notoriété
- Archive Wikiwix
- Bing
- Cairn
- DuckDuckGo
- E. Universalis
- Gallica
- Google
- G. Books
- G. News
- G. Scholar
- Persée
- Qwant
- (zh) Baidu
- (ru) Yandex
- (wd) trouver des œuvres sur Wikidata

| 1. | Préciser le motif de la pose du bandeau. | Précisez le motif de la pose du bandeau en utilisant la syntaxe suivante : {{admissibilité à vérifier\|date=mai 2025\|motif=remplacez ce texte par le motif}}                                                           |
| 2. | Informer les utilisateurs concernés.     | Pensez à avertir le créateur de l'article, par exemple, en insérant le code ci-dessous sur sa page de discussion : {{subst:avertissement admissibilité à vérifier\|Collectif d'information et de recherche cannabique}} |

Le Collectif d'information et de recherche cannabique (surnommé CIRC) est une association loi de 1901 française fondée le 21 octobre 1991 qui a pour objet la collecte et la diffusion à but préventif de toute information relative au cannabis. Le CIRC réclame l'abrogation de l'Article L.3241-4 (ex 630) du Code de la santé publique (en action depuis 1970), le retrait du cannabis et de ses dérivés du tableau des stupéfiants et l'ouverture d'un débat sur les modalités de la sortie de la prohibition des drogues.
Ce collectif, regroupant plusieurs CIRC répartis dans différentes villes de France, est dirigé par le militant et écrivain Jean-Pierre Galland. Ce dernier a fait l'objet de plusieurs procédures judiciaires, il lui a été notamment reproché la publication, par le CIRC, de documents en faveur de la réglementation des drogues et de dépliants informant sur une consommation en limitant les risques du cannabis. Ce militant s'inscrit donc dans la lignée d'autres associations et ONG sur la réduction des risques liés à la consommation de drogues.
En 2013, deux groupes régionaux se réactivent pour former Chanvre & Libertés - NORML France, un groupe de pression politique adoptant une approche différente mais complémentaire du CIRC.

## Campagnes
Il lance régulièrement des campagnes d'information et de prévention afin de contrer la « mauvaise prévention » du gouvernement français ainsi que la répression due à l'illégalité du cannabis.
Par exemple, tous les ans depuis 1993 il réactive « l'appel du 18 joint » en organisant un rassemblement sur les pelouses du parc de la Villette. Cette campagne initialement publiée par le quotidien Libération en 1976 et signée par de nombreuses personnalités, est aujourd'hui fortement promue par le CIRC.
Le CIRC s'est fait remarquer par le grand public lors d'une action réalisée en 1997. Alors que le parti socialiste venait d'accéder au pouvoir, le climat s'améliorait pour un assouplissement des lois concernant les drogues, le CIRC a envoyé un carnet d'information sur le cannabis accompagné d'un joint de cannabis à chacun des députés de l'Assemblée. Cette action avait à l'époque relancé le débat sur la législation du cannabis.
En juin 2002 le CIRC a envoyé à l'ensemble des députés une demande d'« amnistie pour les prisonniers de la drogue » et organisé la journée « Sortez-les du placard » avec des débats et des concerts et au cours de laquelle du cannabis a été distribué aux participants.
Le CIRC participe également à la réalisation de CD tels que Petite musique de chanvre ou Tolérance double zéro et d'ouvrages sur le chanvre et le cannabis tel que Fumée clandestine.

## Soutiens
Le CIRC bénéficie de quelques soutiens parmi les personnalités publiques, artistiques et politiques.
Parmi elles nous pouvons citer les écrivains Frédéric Beigbeder et Jean-Paul Ribes, le chanteur Maxime Le Forestier, l'animateur Karl Zéro ainsi que les politiciens Olivier Besancenot du NPA, Noël Mamère et Alain Lipietz chez Les Verts, François Corbier, Jean-Luc Benhamias au MoDem mais aussi Jean-Luc Romero, anciennement à l'UMP.
L'association bénéficie aussi du soutien politique du parti les verts ; Jean-Pierre Galland s'est d'ailleurs présenté en 1999 sur leur liste aux élections européennes.